# 和田貴史
和田貴史（1979年2月8日—），日本千葉縣出身的作曲家、編曲家。DimensionCruise公司的代表取締役。

## 主要作品

### 電影
- ベルナのしっぽ（日语：ベルナのしっぽ）（2006年）
- 水霊 ミズチ（日语：水霊 ミズチ）（2006年）
- イエスタデイズ（日语：イエスタデイズ）（2008年）
- 七大罪劇場版：天空的囚人（2018年）

### 日劇
- RESCUE～特別高度救助隊（2009年，TBS）
- BOSS（2009年，富士電視台）
- 火の魚（日语：火の魚）（2009年，NHK綜合頻道）
- 我的乖乖女（2009年，朝日電視台）
- 率直男人（2010年，富士電視台）
- 體操男孩（2010年，TBS）
- 天使のわけまえ（日语：天使のわけまえ (テレビドラマ)）（2010年，NHK）
- Hard Nut！～數學女孩的戀愛事件簿～（2013年，NHK）
- ガッタン ガッタン それでもゴー（日语：ガッタン ガッタン それでもゴー）（2015年，NHK）
- うつ病九段（日语：うつ病九段 プロ棋士が将棋を失くした一年間#ラジオドラマ）（2019年，NHK BS Premium）

### 電視動畫
- RIDEBACK（2009年）
- 學園默示錄（2010年）
- 七大罪（2015年）
- 終結的熾天使（2015年）
- Terra Formars ~火星任務~Revenge（2016年）
- 七大罪 眾神的逆鱗（2019年）※與澤野弘之共同

### 其他
- Thunderbolt Fantasy 東離劍遊紀2（2018年）※與澤野弘之共同

## 註解
1. ↑  .   [2020-03-23]. （原始内容存档于2019-10-02） （日语）.
2. ↑  .   [2020-03-23]. （原始内容存档于2020-03-23） （日语）.

## 外部連結
- （日語） 和田貴史プロフィール（页面存档备份，存于）
- （日語） HOME of Dimension Cruise Official Web（页面存档备份，存于）